# リルマザホン
リルマザホン (rilmazafone) は、ベンゾジアゼピン系のプロドラッグである睡眠導入剤のひとつである。日本では塩野義製薬が開発し、1989年から商品名リスミーで発売されている。短-中時間作用型。
連用により依存症、急激な量の減少により離脱症状を生じることがある。医薬品、医療機器等の品質、有効性及び安全性の確保等に関する法律における習慣性医薬品である。

## 適応と薬理
適応は、不眠症と麻酔前投薬である。
リルマザホンは、ベンゾジアゼピン系のプロドラッグであるため、リルマザホン自体でなく、リルマザホンの体内での代謝物M-1、M-2、M-A、M-3が作用を発揮する。
平均約3時間で最高血中濃度に達し、そこから10.5時間持続する。睡眠薬としては短～中期作用型なので、単純に寝つきが悪いだけではなく、夜中に起きてしまって眠れないようなケースにも処方される。

## 使用上の注意
就寝直前に使用させ、そうでない場合には服用させないという注意書きがある。
以下に当てはまる場合、注意を要する。
- 呼吸器官に異常があり、呼吸機能が高度に低下している
- 高齢者

以下は投与してはいけない禁忌である。
- 急性狭隅角緑内障を持っている患者
- 重症筋無力症のある患者

## 副作用
倦怠感、頭痛、集中力低下、吐き気、ふらつき、脱力感、味覚障害など。
以下は、添付文書の上では、ごく稀に起きる可能性のある、重度の副作用である。
- 肝機能障害
- 呼吸抑制
  - 呼吸機能が大きく低下している患者の場合、呼吸抑制が原因で炭酸ガスナルコーシス（CO2ナルコーシス）を起こし、意識を失い、必要な処置をしなければ死亡するケースもある。
- 不整脈のような循環器系の異常
- 発疹を伴う過敏症

### 依存性
日本では2017年3月に「重大な副作用」の項に、連用により依存症を生じることがあるので用量と使用期間に注意し慎重に投与し、急激な量の減少によって離脱症状が生じるため徐々に減量する旨が追加され、厚生労働省よりこのことの周知徹底のため関係機関に通達がなされた。奇異反応に関して、錯乱や興奮が生じる旨が記載されている。
医薬品医療機器総合機構からは、必要性を考え漫然とした長期使用を避ける、用量順守と類似薬の重複の確認、また慎重に少しずつ減量する旨の医薬品適正使用のお願いが出されている。調査結果には、日本の診療ガイドライン5つ、日本の学術雑誌8誌による要旨が記載されている。